# Bataille d'al-Qadisiyya
Pour les articles homonymes, voir Al-Qadisiyya.
Conquête musulmane de la Perse
Batailles
Bataille du pont - Bataille d'al-Qadisiyya - Bataille de Jalula - Bataille de Nahavand
La bataille d'al-Qadisiyya ou Cadésie (en arabe معركة القادسيّة Ma'rakatu al-Qādisiyyah, en persan نبرد قادسی Nabard-e Qādsi) est une bataille qui eut lieu vers 636 entre les califes bien guidés et l'Empire sassanide dans le cadre de la conquête musulmane de la Perse.

## Contexte
Les années qui suivent la mort de Mahomet (8 juin 632) voient l'expansion arabe au Proche-Orient, notamment en Mésopotamie (l'actuel Irak). La conquête de la Mésopotamie se fait aux dépens des Sassanides, dynastie fondée par Sassan prêtre (ou mage) zoroastrien dont le petit-fils Ardachir Ier abat Artaban IV, le dernier roi parthe de la dynastie des Arsacides, en  avril 224. En 634, les Perses réussissent à repousser une première armée d'invasion forte de 30 000 hommes.
Aux alentours de l'année 636, Rostam Farrokhzād, conseiller et général de Yazdgard III (r. 632 - 651), mène 80 000 soldats au-delà de l'Euphrate à la bataille d'al-Qâdisiyya. Certains l'ont critiqué[Qui ?] pour sa décision de faire face aux Arabes sur leurs propres territoires — aux abords du désert — et ont dit que les Persans auraient pu tenir s'ils étaient restés sur la rive opposée de l'Euphrate.

## Déroulement
L'armée sassanide est forte de 120 000 hommes renforcée par ses vassaux arméniens, 3 000 hommes commandés par le général Moušeł III fils de Dawit Mamikonian et les 1 000 hommes de Grigor II Novirak, prince de Siounie.
Au premier jour de la bataille, la cavalerie arabe est mise en déroute par les éléphants de guerre perses. Le troisième jour, l'infanterie musulmane parvient à renverser la situation. Les Perses ont tenté de fuir. Le général perse Rostam Farrokhzād fut capturé et eut la tête tranchée. Moušeł III Mamikonian et deux de ses neveux ainsi que Grigor de Siounie et ses fils périrent également. Chahriar de l'importante famille des Kanarangiyan fut également tué alors que les généraux Hurmurzan le Mède et Firuzan le Parsig s'enfuirent.

## Conséquences
D'après les sources musulmanes, les pertes des Perses ont été énormes, alors que les Arabes ne perdirent que 7 500 hommes. La taille des forces en présence et la disparité des pertes peuvent être des exagérations ultérieures, mais le fait que les Arabes aient gagné cette bataille est indiscutable. Une des conséquences directes de cette défaite fut la chute de la capitale de l'empire Ctésiphon et de ses 500 000 habitants dès l'année suivante.